# Праздники Грузии
Список государственных праздников Грузии в соответствии с Трудовым кодексом Грузии, Статьёй 20.
| Дата                 | Русское название                                            | Грузинское название                                                              | Примечания |
| -------------------- | ----------------------------------------------------------- | -------------------------------------------------------------------------------- | --- |
| 1 января             | Новый год                                                   | ახალი წელი                                                                       | |
| 7 января             | Рождество                                                   | ქრისტეშობა                                                                       | |
| 19 января            | Крещение Господне                                           | ნათლისღება                                                                       | |
| 3 марта              | День матери                                                 | დედის დღე                                                                        | Был объявлен государственным праздником в 1991 году первым президентом независимой Грузии Звиадом Гамсахурдиа, как замена «коммунистическому» Международному женскому дню. |
| 8 марта              | Международный женский день                                  | ქალთა საერთაშორისო დღე                                                           | |
| 9 апреля             | День национального единства                                 | ეროვნული ერთიანობის დღე                                                          | Был объявлен государственным праздником после Тбилисских событий 1989. |
| 15 апреля            | День Любви (Грузия)                                         | სიყვარულის დღე                                                                   | |
| Переходящий праздник | Страстная пятница, Великая суббота, Пасха и Светлая седмица | სააღდგომო დღეები — წითელი პარასკევი, დიდი შაბათი, ბრწყინვალე აღდგომა და ორშაბათი | |
| 9 мая                | День Победы над фашизмом                                    | ფაშიზმზე გამარჯვების დღე                                                         | |
| 12 мая               | День Святого апостола Андрея Первозванного                  | წმინდა მოციქულის ანდრია პირველწოდებულის საქართველოში შემოსვლის დღე               | Отмечается 13 декабря и 12 мая (с 2003 года), который в Грузии объявлен выходным днем.                                                                                     |
| 26 мая               | День независимости                                          | დამოუკიდებლობის დღე                                                              | 26 мая 1918 года демократическое правительство Грузии во главе с Ноэ Жордания провозгласило независимость страны.                                                          |
| 16 июля              | День духовной любви                                         | გერგეთობა                                                                        | |
| 28 августа           | Успение Пресвятой Богородицы                                | მარიამობა                                                                        | |
| 14 октября           | Мцхетоба-Светицховлоба                                      | სვეტიცხოვლობა                                                                    | |
| 23 ноября            | День Святого Георгия                                        | გიორგობა                                                                         | Святой Георгий является покровителем страны. |

## Местные праздники
- Квирикоба
- Константинеоба
- Лампроба
- Моцаметоба
- Тбилисоба